# Cynoscion steindachneri
Cynoscion steindachneri es una especie de pez de la familia Sciaenidae en el orden de los Perciformes.

## Morfología
Los machos pueden llegar alcanzar los 110 cm de longitud total.

## Alimentación
Come peces, gambas y, a veces, plantas.

## Hábitat
Es un pez de clima tropical y demersal.

## Distribución geográfica
Se encuentra en el  Atlántico occidental: desde Guayana hasta Belém (el Brasil ).

## Uso comercial
Es importante como alimento para los humanos.